# Centrino Duo

Evoluzione del logo di Centrino.

Centrino Duo è il nome commerciale della terza e quarta generazione della piattaforma Centrino sviluppata da Intel per i computer portatili.

## Storia
La prima piattaforma a prendere il nome di Centrino Duo è stata quella conosciuta attraverso il nome in codice Napa, presentata al pubblico il 5 gennaio 2006, che era un'evoluzione della precedente Sonoma commercializzata però ancora con il marchio Centrino. A maggio 2007 è stata presentata la seconda generazione della piattaforma Centrino Duo, chiamata in codice Santa Rosa.
Con il passaggio alla terza generazione della piattaforma Centrino, Intel si è resa conto che per far percepire più facilmente le innovazioni tecnologiche apportate all'intero sistema e soprattutto al processore, era necessario aggiornare anche il nome commerciale. Dato che la nuova CPU (conosciuta con il nome in codice di Yonah) era di tipo dual core e venne rinominata Core Duo (in realtà esistevano anche alcune versioni single core chiamata Core Solo), sembrò abbastanza logico riprenderne il nome anche nel marchio dell'intera piattaforma che è diventata appunto la nuova Centrino Duo. La piattaforma che andrà a sostituire Montevina non è ancora stata annunciata e non è dato sapere se si chiamerà ancora Centrino 2 o magari Centrino 3, ma da alcune dichiarazioni di Intel sembra che essa potrà essere quella conosciuta con il nome in codice di Calpella, basata sul successore del processore Penryn, ovvero la prima CPU mobile basata sulla futura architettura Nehalem.

## Caratteristiche
Come le prime 2 generazioni di piattaforma Centrino (Carmel e Sonoma) erano basate su 3 componenti chiave, vale a dire, CPU, Chipset e Scheda wireless espressamente progettati per l'impiego in ambito mobile e quindi per avere come principale obiettivo il giusto bilanciamento tra prestazioni e consumi, anche per la nuova Centrino Duo Intel ha mantenuto gli stessi requisiti, e solo se un sistema integra tutti e 3 i componenti suggeriti dalla casa madre, esso può fregiarsi del "logo Centrino Duo", mentre se un produttore decide di utilizzare solo la CPU suggerita ma una diversa scheda di rete wireless, esso potrà solo portare il logo relativo alla CPU impiegata e non quello dell'intera piattaforma.

## Modelli
Al pari di quanto avvenuto per la piattaforma Centrino vera e propria, anche la successiva Centrino Duo è stata basata su 2 differenti generazioni, prima di passare alla successiva Centrino 2.

### Napa
La prima generazione della piattaforma Centrino Duo (quindi la terza generazione di Centrino) era conosciuta anche con il nome in codice Napa. Di seguito i 3 componenti chiave della piattaforma:
- Processore - Core Duo (o Core Solo in alcuni casi) Yonah

Si trattava di un processore derivato dall'architettura sviluppata per il precedente Pentium M Dothan ma era una CPU dual core realizzata mediante processo produttivo a 65 nm. Il bus era salito a 667 MHz e l'approccio produttivo era quello a Die Monolitico. L'importanza dell'approccio dual core risulta evidente se si considera che a fronte di un consumo paragonabile al predecessore, Yonah offriva prestazioni migliori anche del 60%.
- Chipset - Calistoga (commercializzato come i945GM/PM/GMS e i940GML ovvero una variante dell'i945)

Oltre al supporto al nuovo bus a 667 MHz, e alla memoria RAM DDR2 in standard -667, continuava la gestione degli standard di interconnessione PCI Express e SATA, con l'aggiunta della funzionalità NCQ. Tra le altre cose era stato sensibilmente migliorato anche il sottocomparto grafico che offriva ora pieno supporto all'alta definizione che si aggiungeva al già ottimo Intel High Definition Audio (conosciuto con il nome in codice di Azalia) per la gestione dell'audio.
- Scheda wireless - Golan (commercializzata come Intel Pro Wireless 3945 ABG)

In un unico modulo garantiva la connettività a tutti gli standard 802.11 disponibili fino a quel momento, in particolare a/b/g e per la prima volta, 802.11e. Tra le altre cose, le dimensioni del modulo si erano ridotte del 50% rispetto al predecessore, garantendo al contempo un consumo inferiore del 30%.

### Santa Rosa
Pochi mesi dopo la presentazione della prima generazione di Centrino Duo e quindi del Core Duo Yonah, ad agosto 2006 Intel presentò il primo processore mobile ad essere basato sulla nuova architettura Intel Core Microarchitecture, conosciuto come Core 2 Duo Merom. Si trattava di un processore completamente nuovo, ispirato sul precedente Yonah, ma caratterizzato da tante novità da essere considerato totalmente innovativo. Trattandosi di un aggiornamento della sola CPU la piattaforma di riferimento è rimasta ancora Napa, sebbene basata sul nuovo processore, e quindi rinominata formalmente "Napa Refresh" o "Napa64" dato che la nuova CPU integrava le istruzioni EM64T per l'esecuzione di codice a 64 bit. Si tratta in effetti dello stesso approccio che Intel aveva già utilizzato al momento della presentazione del secondo Pentium M (Dothan) che aveva in un primo tempo semplicemente aggiornato la piattaforma Carmel precedente, e che il produttore ha intenzione di conservare anche per il futuro per successive generazioni di Centrino.
Il 9 maggio 2007 arrivò l'atteso aggiornamento dell'intera piattaforma che prese il nome di Santa Rosa. Di seguito i 3 componenti chiave della piattaforma:
- Processore - Core 2 Duo Merom

A parte essere basato sulla nuova architettura ed essere dotato delle istruzioni EM64T, il nuovo Core 2 Duo Merom veniva realizzato sempre a 65 nm ed era ancora una CPU dual core realizzata mediante l'approccio a Die Monolitico. La cache L2 però era stata raddoppiata (passando da 2 MB di Yonah, a 4 MB) e il bus saliva ulteriormente fino a 800 MHz. A parità di consumo, era in grado di offrire prestazioni superiori del 20% rispetto al predecessore.
- Chipset - Crestline (commercializzato come i965GM ovvero una variante dell'i965)

Il bus massimo supportato era ovviamente quello a 800 MHz. Le altre caratteristiche rimanevano molto simile al predecessore Calistoga, eccetto il comparto grafico che è stato ulteriormente potenziato diventando a shader unificati.
- Scheda wireless - Kedron (commercializzata come Intel Pro Wireless 4965 AGN)

La sua principale novità rispetto alla precedente Golan era il supporto anche allo standard 802.11n, che grazie alla presenza di più antenne promette di quintuplicare la banda passante ed estendere significativamente la portata del segnale.

## Altre innovazioni di Centrino Duo rispetto a Centrino
Come accennato prima, le innovazioni alla piattaforma mobile, arrivate con Napa prima, e Santa Rosa poi, sono molteplici, e molte di queste sono talmente complesse e nascoste nei meandri delle architetture dei singoli componenti che risulta assai arduo poterle elencare tutte.
Cercando di semplificare il più possibile, si può vedere lo sviluppo di Napa nel seguente modo: partendo dal nuovo processore dual core Yonah, che si può immaginare come due core Dothan assemblati insieme nello stesso package mediante un approccio a Die Monolitico con alcune migliorie architetturali, Intel ha poi progettato tutti gli altri componenti in modo da bilanciare opportunatamente prestazioni e consumi in modo da mantenere, per quanto possibile, l'autonomia dei portatili Sonoma, e al tempo stesso non creare "colli di bottiglia" per la nuova CPU.
Il risultato di questi sforzi si è rivelato eccellente in quanto i primi esemplari commerciali basati sulla prima generazione della piattaforma Centrino Duo si sono rivelati più potenti dei precedenti in maniera variabile dal 20 al 60%, senza peraltro diminuire in maniera sensibile l'autonomia dei Notebook di nuova generazione.
Con l'avvento della successiva Santa Rosa, sono arrivate altre tecnologie atte a diminuire il più possibile i consumi, preservando le prestazioni. Una novità importante, che però finora non ha ancora ricevuto il successo sperato dagli sviluppatori è la tecnologia Robson che grazie ad una memoria Flash integrata sulla scheda madre e al supporto offerto dal sistema operativo Microsoft Windows Vista prometteva di aumentare notevolmente le prestazioni, soprattutto nell'avvio dei programmi, senza alcun impatto sull'autonomia del sistema.

## Centrino Pro
La piattaforma Santa Rosa è stata commercializzata non solo sotto il nome di Centrino Duo ma anche con il nuovo Centrino Pro (poi rinominata in Centrino vPro per uniformità con l'altra piattaforma simile del settore desktop) che è in sostanza una particolare versione di Centrino Duo con l'aggiunta di alcune tecnologie che possono essere utili in ambito business, tra le quali la IAMT per l'amministrazione remota del sistema e il supporto BIOS alla tecnologia di virtualizzazione Vanderpool; si tratta di 2 caratteristiche mutuate dalla piattaforma desktop vPro.

## Le piattaforme successive
Così come il nome "Centrino" vero e proprio è stato utilizzato da Intel solo per le prime 2 generazioni della piattaforma, allo stesso modo anche Centrino Duo è stato mantenuto solo per 2 generazioni, nello specifico la terza e la quarta.
La quinta generazione porterà ancora una volta ad una revisione del nome commerciale dell'intera piattaforma in modo che gli utenti possano continuare a percepire più facilmente il salto generazionale delle tecnologie e vengano quindi spinti maggiormente all'aggiornamento dei propri sistemi.

### Centrino 2
La quinta generazione della piattaforma Centrino arriverà nel secondo trimestre 2008 ed è conosciuta con il nome in codice di Montevina. Intel ha deciso di aggiornare ancora una volta i nomi commerciali Centrino Duo e Centrino vPro, sempre allo scopo di evidenziare maggiormente i cambiamenti tecnologici. Il nuovo processore sarà l'evoluzione a 45 nm di Merom, Penryn, e tra le principali caratteristiche offerte dal nuovo chipset Cantiga, si può segnalare il supporto alla memoria DDR3 e un comparto grafico decisamente più potente rispetto ai precedenti.

### Centrino 2 vPro
Similmente a quanto fatto per il lancio della prima piattaforma Centrino Pro, anche la nuova Montevina porterà con sé una revisione della piattaforma specificatamente orientata ai dispositivi di classe professionale, grazie all'utilizzo di particolari tecnologie di amministrazione. La nuova versione si chiamerà Centrino 2 vPro.